# Isabella I av Lothringen

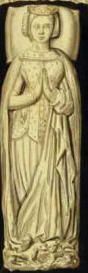
Isabella I av Lothringen

Isabella I av Lothringen, född 1400, död 28 februari 1453 i Angers, var regerande hertiginna av Lothringen mellan 1431 och 1453 tillsammans med sin make René av Anjou. Hon var också drottning av Neapel under sin makes regeringstid där, och Neapels regent under hans frånvaro 1435-1438. 

## Biografi
Isabella var äldsta dotter till hertig Karl II av Lothringen och Margareta av Pfalz. Hon fick en noggrann utbildning och beskrivs som vacker, modig och kvick, försiktig i svåra situationer och med förmågan att fatta svåra beslut. Sedan hennes bröder avlidit blev det år 1410 klart att hon skulle komma att ärva hertigdömet efter sin far. Det slöts 1413 ett avtal om giftermål med Ludwig av Bayern-Ingolstadt, som dock aldrig verkställdes.  

### Giftermål
År 1419 slöts ett avtal om giftermål mellan Isabella och René av Anjou, arvtagare till hertigdömet Bar. Äktenskapskontraktet specificerade att Isabella, såvida hennes far inte fick fler söner, skulle ärva hertigdömet Lothringen, och att René skulle ärva hertigdömet Bar och markisatet Pont-à-Mousson, medan deras äldsta barn sedan skulle ärva samtliga tre riken efter dem, och därefter förena dem till ett helt och avsluta hundra år gamla konflikter mellan hertigdömena. Bröllopet ägde rum den 24 oktober 1420 i katedralen i Nancy.  

### Hertiginna av Lothringen
Den 25 januari 1431 efterträdde Isabella sin far som hertiginna av Lothringen, och tillträdde regeringen med sin make som medregent jure uxoris, genom äktenskap, något som vid denna tid var det vanliga för maken till en kvinnlig monark. Paret fick genast bemöta en krigsförklaring av Isabellas kusin Antoine av Vaudémont, som tidigare hade lovat att respektera successionsordningen men som nu ändå ifrågasatte Isabellas arvsrätt med stöd av Burgund. I Slaget vid Bulgnéville den 2 juli 1431 tillfångatogs Rene och fängslades i Burgund. Isabella lyckades tillsammans med sin mor förhandla fram ett eldupphör med Vaudemont den 25 januari 1432, och lyckades också få maken frigiven. Isabella ledde en armé mot Filip III av Burgund då han höll hennes make som fånge åren 1434-1436. Tvisten kring arvet om Lothringen mellan Isabella och Vaudemont avgjordes av kejsaren den 24 april 1434 till Isabellas förmån, men beslutet gjorde Vaudemont så missnöjd att han såg till att Rene ännu en gång blev fängslad i Burgund.

### Drottning av Neapel
Vid hennes svåger Ludvig III av Anjous död i november 1434 ärvde den fängslade Rene hertigdömet Anjou och grevedömena Provence och Maine: Ludvig hade också varit tronarvinge till drottning Johanna II av Neapel, och vid dennas död 2 februari 1435 ärvde han även kungadömet Neapel. Neapels ambassad besökte därför Isabella och erbjöd henne att styra landet som sin makes ställföreträdare fram till hans frigivning. Hon utsågs av sin make från fängelset till hans generalguvernör i Neapel, Anjou, Provence och Maine, och överlämnade ledningen av Lorraine till biskoparna i Toul och Metz. 
Isabella anlände till Neapel med en flotta och sin son Ludvig den 18 oktober 1435 och övertog regeringen i kungadömet. Hon ställdes genast emot en medtävlare om tronen, Alfons V av Aragonien, som även han under en tid hade varit Johanna II:s tronarvinge. Året därpå kom Alfons till riket och tog kontrollen över Gaeta. Isabella mottog trupper av påven, men kom i konflikt med dess befälhavare, den italienska kondottiären Jacopo Caldora. I januari 1437 kunde Rene slutligen förhandla sig fri från fångenskapen i Burgund, och i maj 1438 anlände han till Neapel och tog över styret. Rene hade dock ingen framgång i striden mot Alfons, och situationen förvärrades med Caldoras död 1439.  

### Senare liv
I augusti 1440 lämnade Isabella Neapel med sin son och återvände till Lothringen. Vid denna tidpunkt hade krig återigen utbrutit med Vaudemont. Isabella besegrade slutligen Vaudemont, som 27 mars 1441 erkände hennes arvsrätt mot sitt eget läns oberoende. I Neapel förlorade Rene slutligen mot Alfons i juni 1442 och återvände till Lothringen. Hennes hovdam Agnès Sorel blev vid denna tid den franske kungens mätress. Våren 1444 överfölls och rånades Isabella på en pilgrimsfärd till Pont-à-Mousson av de kreditorer från Metzer som hade lånat Rene den lösensumma han behövt för att köpa sig fri från fångenskapen, en summa han aldrig återbetalt. Isabella krävde sina juveler tillbaka från Metzer, och när detta misslyckades övertalade hon framgångsrikt sin make att i allians med Frankrike anfalla Metzer för att återta hennes bagage. 
I juli 1445 utnämnde Isabella sin son och tronarvinge Johan till sin ställföreträdande regent i Lothringen och drog sig sedan tillbaka till sin herrgård Launay i Saumur, medan maken bosatte sig i Anjou. 